# L'Alzina Grossa (Lluçà)
L'Alzina Grossa és una muntanya de 932 metres que es troba al municipi de Lluçà, a la comarca del Lluçanès.